# Concert du nouvel an 1948 à Vienne
Le concert du nouvel an 1948 de l'orchestre philharmonique de Vienne, qui a eu lieu le 1er janvier 1948, est le 8e concert du nouvel an qui s'est tenu au Musikverein, à Vienne, en Autriche. Il est dirigé pour la  6e  fois par le chef d'orchestre autrichien Clemens Krauss, de retour après deux années d'absence.
Johann Strauss II y est toujours le compositeur principal, mais son frère Josef est aussi au programme avec pour la première fois six pièces.
Seules trois pièces sur les quatorze au total sont jouées pour la première fois au concert du nouvel an.

## Programme

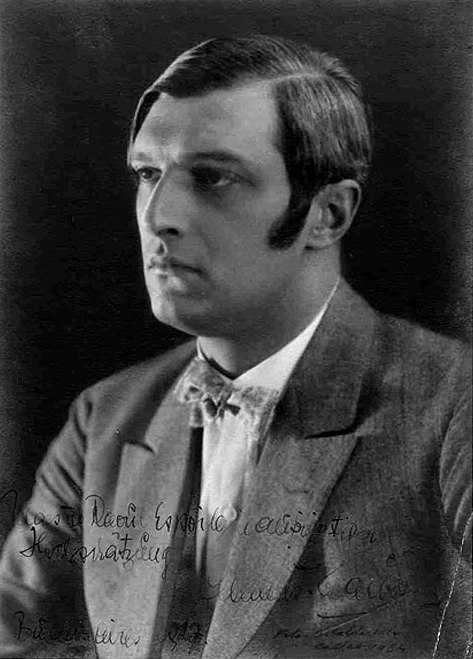
Le chef Clemens Kraus

Les pièces suivies d'un astérisque (*) sont jouées pour la première fois.
1. Josef Strauss : Sphärenklänge, valse, op. 235
2. Josef Strauss : Heiterer Muth, polka française, op. 281*
3. Josef Strauss : Arm in Arm, polka-mazurka, op. 215*
4. Josef Strauss : Jokey-Polka, polka rapide, op. 278
5. Johann Strauss II : Liebeslieder, valse, op. 114*
6. Johann Strauss II : Im Krapfenwald’l, polka française, op. 336
7. Johann Strauss II : Unter Donner und Blitz, polka rapide, op. 324
8. Josef Strauss : Mein Lebenslauf ist Lieb' und Lust, valse, op. 263
9. Johann Strauss II et Josef Strauss : Pizzicato-Polka, polka
10. Josef Strauss : Ohne Sorgen, polka rapide, op. 271
11. Johann Strauss II : Kaiserwalzer, valse, op. 437
12. Johann Strauss II : Vergnügungszug, polka rapide, op. 281
13. Johann Strauss II : Le Beau Danube bleu, valse, op. 314
14. Johann Strauss II : Perpetuum mobile. Ein musikalischer Scherz, scherzo, op. 257

Les compositeurs joués
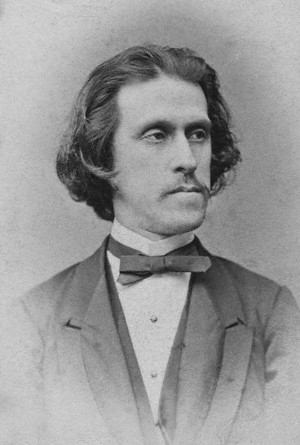
Josef Strauss
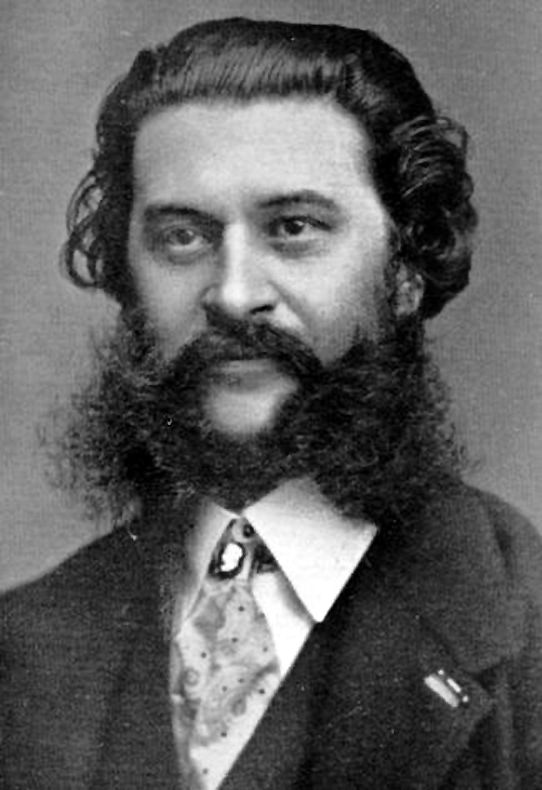
Johann Strauss (fils)